# Piode
Piode (Piedmontese: Piòvi) là một đô thị ở tỉnh Vercelli trong vùng Piedmont thuộc Ý, có cự ly khoảng 80 km về phía đông bắc của Torino và khoảng 60 km về phía tây bắc của Vercelli.
Piode giáp các đô thị: Campertogno, Pettinengo, Pila, Rassa, và Scopello.